# Amt Kappel-Land
Amt Kappel-Land (tysk: Amt Kappeln Land) er et amt i det nordlige Tyskland, beliggende i den østlige del af Kreis Slesvig-Flensborg. Kreis Slesvig-Flensborg ligger i den nordlige del af delstaten Slesvig-Holsten (i Sydslesvig), med administrationen beliggende i købstaden Kappel.

## Kommuner i amtet
- Arnæs (Arnis)
- Grødersby (Grödersby)
- Ørsbjerg (Oersberg)
- Ravnkær-Fovlløk (Rabenkirchen-Faulück )